# Bactrodesmium obliquum
Bactrodesmium obliquum är en svampart. Bactrodesmium obliquum ingår i släktet Bactrodesmium, klassen Dothideomycetes, divisionen sporsäcksvampar och riket svampar.

## Underarter
Arten delas in i följande underarter:
- suttonii
- obliquum